# Koh-i-Noor
Koh-i-Noor (tudi Kohinoor, Koh-i-Nur), perzijsko کوہ نور , urdujsko کوہ نور , hindujsko कोहिनूर ali Gora luči, je eden največjih diamantov na svetu. Vdelan je v krono britanskih kraljic. Diamant tehta 105 karatov (21,6 g).
Kamen naj bi bil izkopan v indijskem mestu Golconda v državi Andra Pradeš okoli leta 1300. Do leta 1526 je bil v lasti delhijskihsultanov, v tem letu pa je prešel v last mugalskega vladarja Baburja. Eden najbolj znanih lastnikov tega diamanta je bil tudi Šah Džahan, ki je dal postaviti Tadž Mahal v spomin na ženo Mumtaz Mahal, ki je umrla ob rojstvu štirinajstega otroka. Ta je dal kamen vdelati v svoj prestol. Ime Koh-i-Noor je po legendi dobil šele leta 1738 po Karnalski bitki. Ko jepPerzijski šah Nadir v njej zmagal, je predlagal, da s poražencem v znak dobre volje zamenjata turbana. Vedel je namreč, da ima njegov nasprotnik v njem skrit diamant legendarne velikosti. Ko je šah Nadir pozneje turban razvil in je iz njega padel diamant, je očaran vzkliknil: »Koh-i-Noor« ali gora luči. Potlej je diamant z zmagami in s porazi potoval od vladarja do vladarja, dokler ni pristal pri pandžabskem maharadži Randžitu Sighu. Ko si je leta 1849 Velika Britanija priključila Pandžab, so podpisali Lahorsko pogodbo, v kateri je med drugim pisalo, da mora lahorski maharadža dragi kamen, imenovan Koh-i-Noor, predati angleški kraljici. 
Tako je dragulj, tedaj vdelan v zapestnico skupaj z manjšima diamantoma, prispel v Veliko Britanijo. Težak je bil 186 karatov in zelo preprosto brušen, zato so se leta 1851 odločili, da ga bodo obdelali s sodobnejšimi tehnikami brušenja. Da so diamant spremenili v obliko blazine, kakršno ima še danes, so potrebovali 38 dni. Odtlej je bil kamen, ki je sedaj težak 105,6 karatov, osebna last kraljice Viktorije. Do svoje smrti leta 1901 ga je nosila v diademu in broški, po njeni smrti pa je postal del kronskih draguljev. Leta 1902 so ga skupaj s 3688 manjšimi diamanti vdelali v krono kraljice Aleksandre, žene kralja Edvarda VII., sina kraljice Viktorije. Aleksandra je to krono nosila le na dan kronanja, potem pa so drage kamne zamenjali s steklenimi. 
Odtlej je Koh-i-Noor krasil krone vseh kraljevih žena nikoli pa kron, ki so jih nosili moški. Spremlja ga namreč legenda, da bo prinesel nesrečo vsakemu moškemu, ki ga bo nosil. Tako je krasil tudi krono kraljice Marije, žene kralja Jurija V., izdelano leta 1911, ki je zanimiva tudi zato, ker sta bila vanjo ob diamantu Koh-i-Noor in 2200 manjših diamantih vdelana še dva pomembna, Cullinan III. in Cullinan IV. 